# K (SAB)
K är ett signum i SAB.

## KHistoria
- K.2 Forntiden
  - K.21 Forntida Egypten
  - K.22 Främre Asien
    - K.221 Mesopotamien
    - K.224 Karthago
    - K.228 Persiska riket

  - K.23 Antikens historia
  - K.24 Antikens Grekland
  - K.26 Romerska riket
- K.3 Medeltiden
  - K.33 Tidig medeltid (ca år 476–1050)
  - K.35 Högmedeltiden (ca år 1050–1300)
  - K.38 Senmedeltiden (ca år 1300–1500)
- K.4 Nya tiden
  - K.41 1500–1648
  - K.43 1648–1789
  - K.45 1789–1815
  - K.46 1815–1914
- K.5 1914–
  - K.51 Första världskriget 1914–1918
  - K.52 Mellankrigstiden 1918–1939
  - K.54 Andra världskriget 1939–1945
  - K.54c Propaganda
  - K.55 1945–
  - K.58 1980–
- K.6 2000–
- Kc Sveriges historia
  - Kc.41 Vasatiden
  - Kc.42 Stormaktstiden
  - Kc.43 1700-talet
  - Kc.44 Frihetstiden
  - Kc.45 Gustavianska tiden
  - Kc.46 1800-talet
  - Kcs Samernas historia
  - Kcx Svenskar i utlandet
- Kd Övriga Norden
  - Kda Danmarks historia
  - Kdb Norges historia
  - Kdc Islands historia
    - Kdcf Färöarnas historia

  - Kdd Finlands historia
    - Kdd.46 Finland under den ryska tiden
    - Kdd.51 Finska inbördeskriget
    - Kddå Ålands historia
- Ke Brittiska öarna
  - Ker Wales historia
  - Kes Skottlands historia
  - Ket Irlands historia
  - Key Det brittiska kolonialväldet
- Kf Mellaneuropa
  - Kfa Tysklands historia
    - Kfaa Preussens historia (inkl. Brandenburg)
    - Kfag Västtyskland 1945–1990
    - Kfah Östtyskland 1945–1990
    - Kfay Tyska kolonialväldet

  - Kfd Tjeckoslovakiens historia
    - Kfda Tjeckien 1993–
    - Kfdb Slovakien 1993–
- Kg Nederländernas, Belgiens och Luxemburgs historia
  - Kga Nederländernas historia
  - Kgb Belgiens historia
  - Kgc Luxemburgs historia
- Kh Schweiz historia
- Ki Italiens historia
  - Kid Republiken Genua
  - Kie Republiken Venedig
  - Kig Vatikanstatens historia
  - Kij San Marinos historia
  - Kil Kungariket Sicilien
  - Kiv Maltas historia
- Kj Frankrikes historia
  - Kjv Monacos historia
  - Kjy Franska kolonialimperiet
- Kk Spaniens historia
  - Kkf Baskiens historia
  - Kkk Gibraltars historia
  - Kky Det spanska kolonialväldet
- Kl Portugals historia
  - Kly Det portugisiska kolonialväldet
- Km Östeuropas historia
  - Kma Rysslands historia (inklusive Sovjetunionen)
    - Kmad Ukrainas historia
    - Kmae Vitrysslands historia
    - Kmaf Moldaviens historia

  - Kmb Polens historia
  - Kmc Baltikums historia
    - Kmca Estlands historia
    - Kmcb Lettlands historia
    - Kmcc Litauens historia
- Kn Balkanländernas historia
  - Kna Rumäniens historia
  - Knb f.d. Jugoslaviens historia
    - Knba Serbiens historia
    - Knbb Kroatiens historia
    - Knbc Sloveniens historia
    - Knbd Bosnien och Hercegovinas historia
    - Knbe Montenegros historia
    - Knbf Makedoniens historia

  - Knc Bulgariens historia
  - Knd Greklands historia
  - Kne Albaniens historia
- Ko Asiens historia
  - Koa Främre Asiens historia
    - Koaa Turkiets historia
    - Koab Cyperns historia
    - Koac Kaukasiens historia
      - Koaca Azerbajdzjans historia
      - Koacb Armeniens historia
      - Koacc Georgiens historia

    - Koae Syriens och Libanons historia
      - Koaea Syriens historia
      - Koaeb Libanons historia

    - Koaf Palestinas och Israels historia
      - Koafh Judarnas historia
      - Koafi Israels historia 1948–

    - Koag Jordaniens historia
    - Koah Arabiska halvöns historia
      - Koaha Saudiarabiens historia
      - Koahb Nordjemens historia
      - Koahc Sydjemens historia
      - Koahd Omans historia
      - Koahe Förenade arabemiratens, Qatars och Bahrains historia
      - Koahf Kuwaits historia

    - Koai Iraks historia
    - Koaj Kurdernas historia
    - Koak Irans historia
    - Koal Afghanistans historia
    - Koam f.d. Sovjetiska centralasiens historia
      - Koama Kazakstans historia
      - Koamb Turkmenistans historia
      - Koamc Uzbekistans historia
      - Koamd Kirgizistans historia
      - Koame Tadzjikistans historia

    - Koas Syrianernas historia

  - Kob Främre Indiens historia
    - Koba Indiens historia 1947–
    - Kobb Pakistans och Bangladeshs historia
      - Kobba Pakistans historia 1971–
      - Kobbb Bangladeshs historia 1971–

    - Kobc Bhutans historia
    - Kobd Nepals historia
    - Kobe Sri Lankas historia
    - Kobf Maldivernas historia

  - Koc Sydostasiens historia
    - Koca Burmas historia
    - Kocb Thailands historia
    - Kocc Malackahalvöns och Bruneis historia
      - Kocca Malaysias historia
      - Koccb Singapores historia
      - Koccd Bruneis historia

    - Kocd Indokinas historia
      - Kocda Laos historia
      - Kocdb Kambodjas historia
      - Kocdc Vietnams historia

  - Kod Ostindiska öarnas historia
    - Koda Indonesiens historia
      - Kodaa Sumatras historia
      - Kodab Javas historia
      - Kodac Borneos (Kalimantans) historia
      - Kodad Sulawesis (Celebes) historia
      - Kodae Moluckernas historia
      - Kodaf Timors historia
        - Kodafa Östtimors historia

    - Kodc Filippinernas historia

  - Koe Östasiens historia
- Kt Allmän kulturhistoria
- Ku Allmän socialhistoria
- Kv Allmän ekonomisk historia
- Ky Historiska hjälpvetenskaper
  - Kya Diplomatik
  - Kyb Heraldik
  - Kyc Sfragistik
  - Kyd Vexillologi
  - Kye Emblematik
  - Kyf Rang- och titelväsen
  - Kyg Historisk kronologi
  - Kyh Numismatik
  - Kyi Ordensväsen